# Рубо Франц Олексійович
Франц Олексі́йович Рубо́ (5 (17) червня 1856, Одеса, Херсонська губернія, Російська імперія — 13 березня 1928, Мюнхен, Баварія, Німеччина) — український художник-баталіст французького походження, автор панорам «Оборона Севастополя», «Бородінська битва».

## Життєпис
Народився в Одесі в сім'ї французького комерсанта, що влаштувався в Російській імперії.
Вчився в Одеській малювальній школі (1865–1877), а в 1878–1883 — в Мюнхенській академії мистецтв.
Спеціалізувався на батальному живопису, попутно (як і багато баталістів того часу) звернувшись до мистецтва широкоохопних панорам, що дають, завдяки поєднанню картини з тривимірним макетом, ілюзію історичної події, яка відбувається на очах у глядача.

## Творчість
Після повернення до Російської імперії отримав від тіфліського музею «Храм Слави» замовлення на серію картин з історії Кавказької війни. Крім цих картин написаних в 1885–1895 рр., масштабним результатом його кавказьких етюдів виявилася панорама «Штурм аулу Ахульго» (1890), вперше показана на художньо-промисловій виставці в Нижньому Новгороді (1896; збереглися лише окремі фрагменти, що зберігаються нині в краєзнавчому музеї Махачкали).
У 1902–1904 роках під його керівництвом в передмісті Мюнхена група німецьких художників створила панораму «Оборона Севастополя» (відкрита 1905 року в Севастополі в зведеній для неї будівлі).
Іншою відомою його панорамою є «Бородінськая битва». Робота над нею йшла в тих же умовах, за участю І.Г. М'ясоєдова та консультанта Б.М. Колюбакина (була відкрита 1912 року в спеціальному павільйоні на Чистих Прудах у Москві; після тривалої реставрації її відтворили 1962 року в новій будівлі на Кутузовськом проспекті).
Серед характерних батальних полотен Рубо — «Атака Новочеркаського полку в бою на річці Шаху» (1907) і «Бородінський бій» (1913); обидві — в Артилерійському історичному музеї, Петербург.
З 1903 — професор-керівник батальної майстерні Петербурзької академії мистецтв (серед його учнів був М.Греков).
1912 — остаточно влаштувався в Німеччині. Не маючи останніми роками значних замовлень, жив майже в повному забутті.

## Посилання

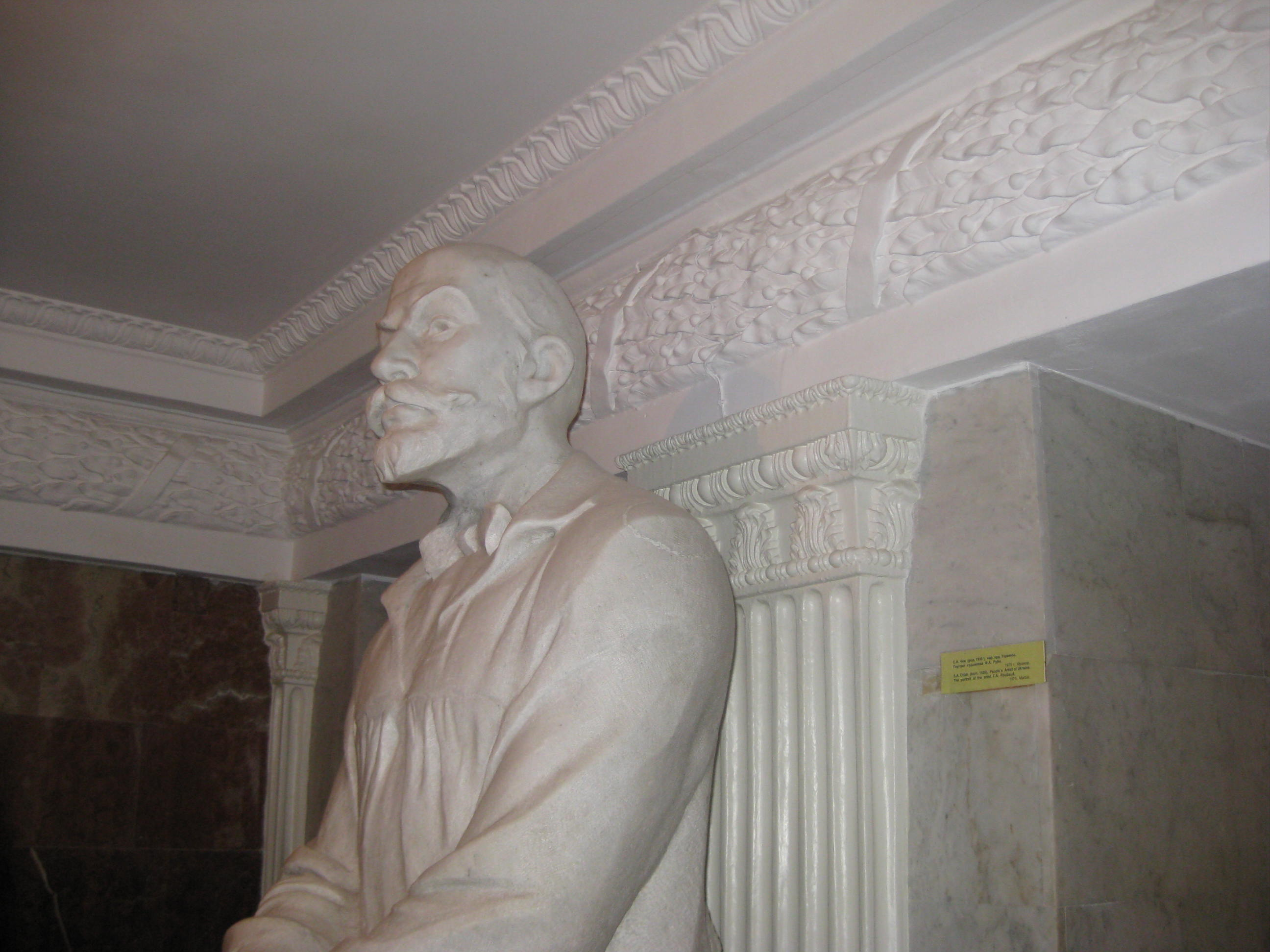
Бюст в музеї-панорамі в Севастополі

## Галерея

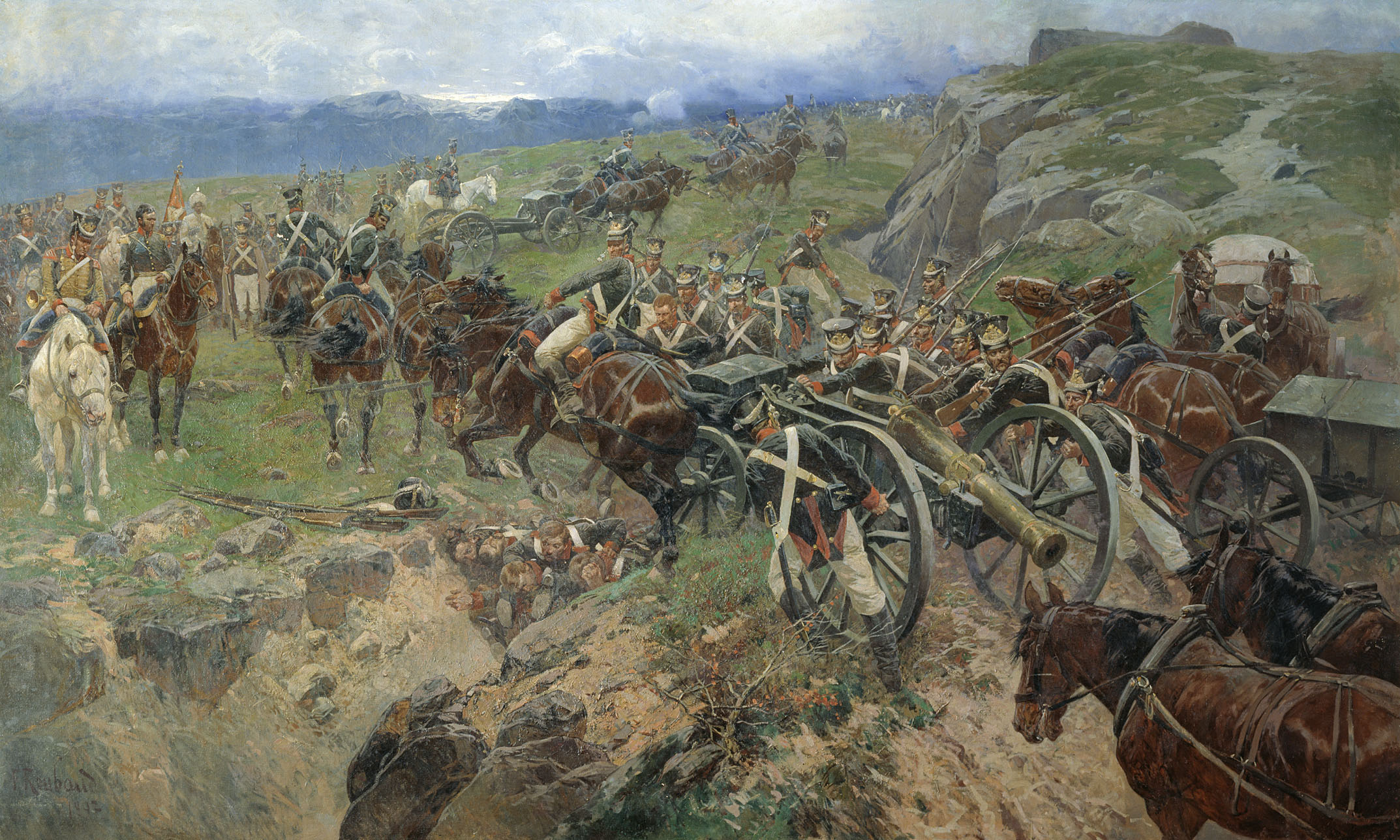
Живий міст[ru] 1897. Солдати роблять "живий міст", щоб дві гармати могли пройти через їхні тіла, і таким чином 493 російським солдатам вдалося зупинити силу 20 000 персів на два тижні Російсько-перська війна (1804—1813)
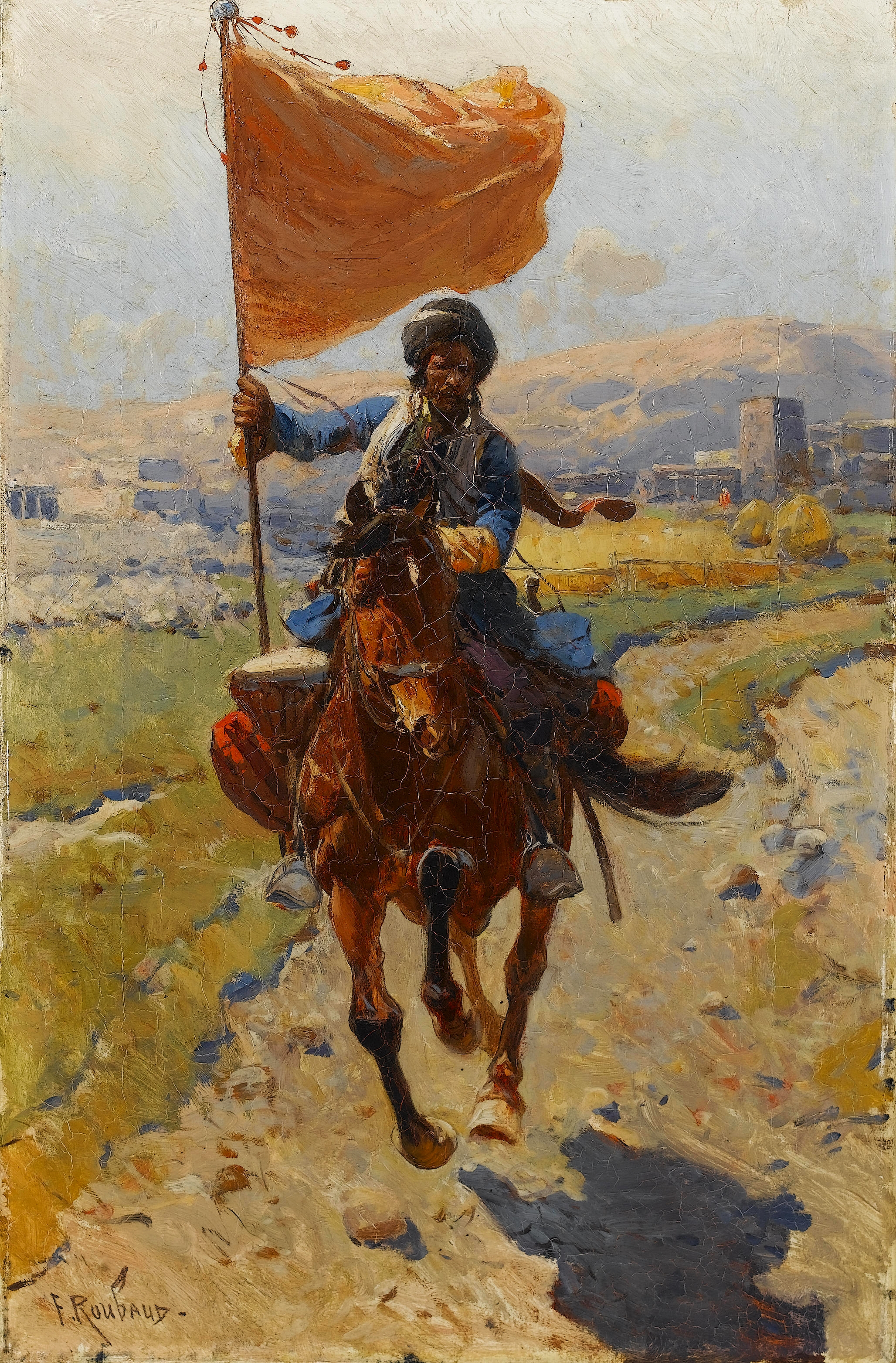
Киргизький вершник з червоним прапором
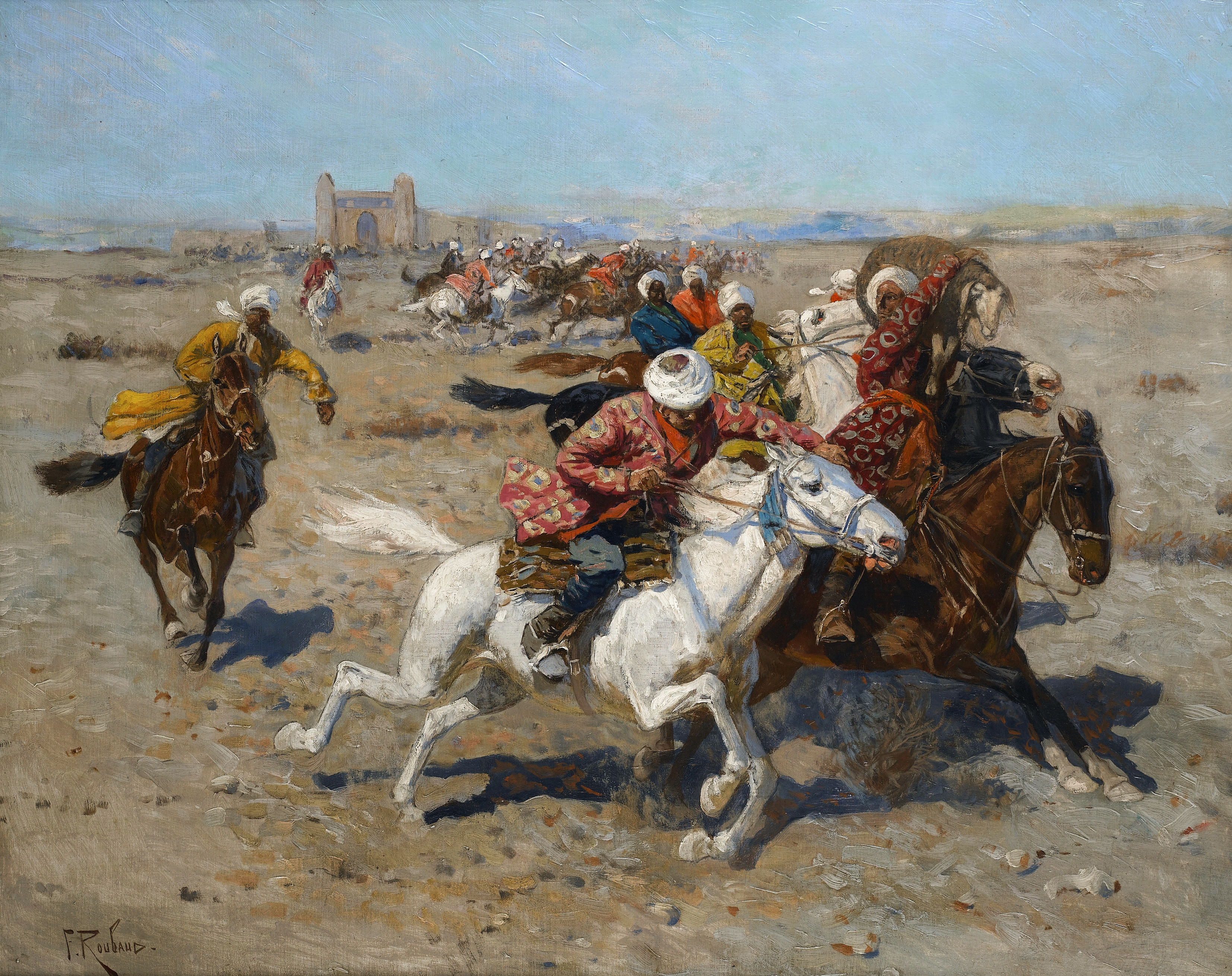
Гра Кокпар
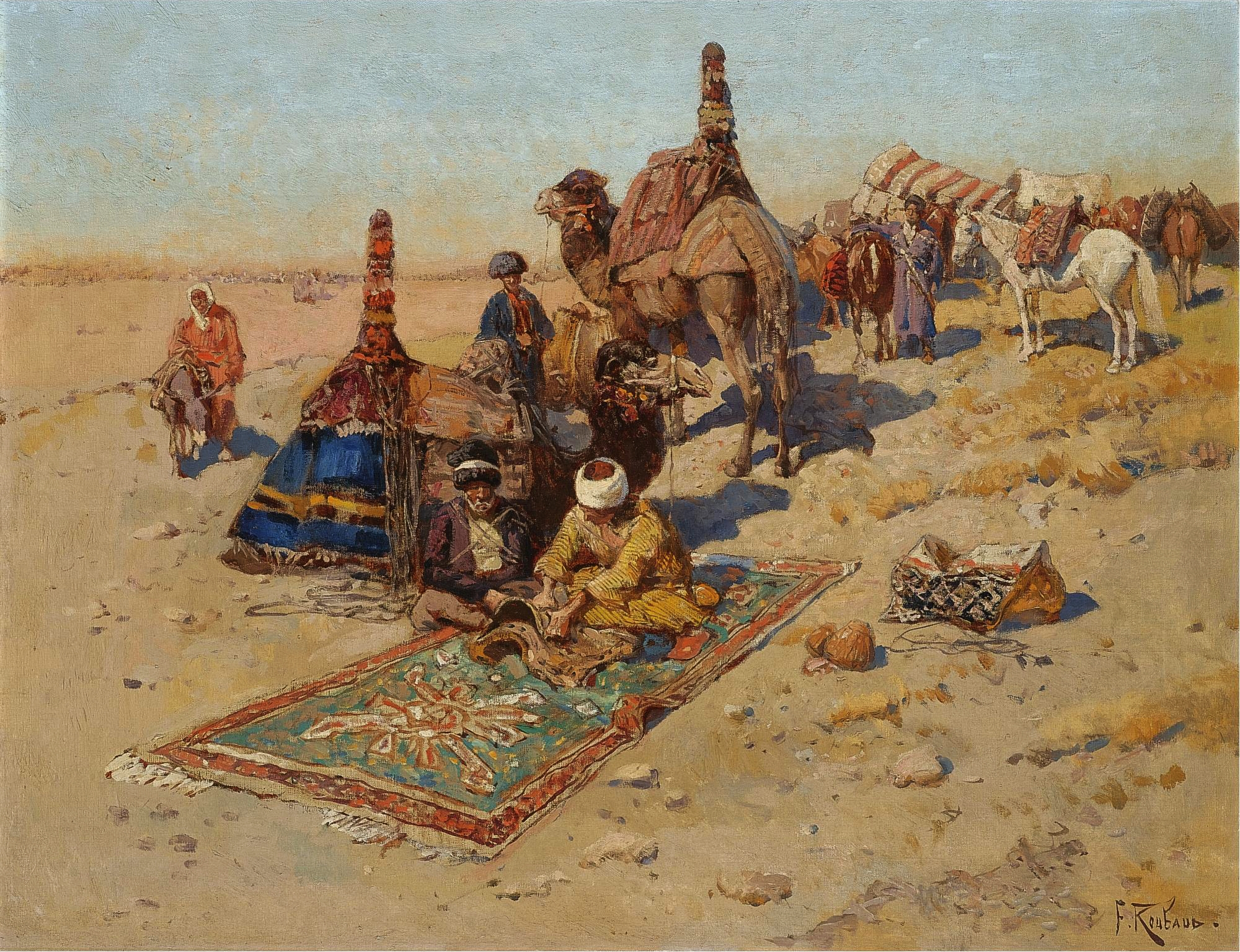
Кавказька сцена
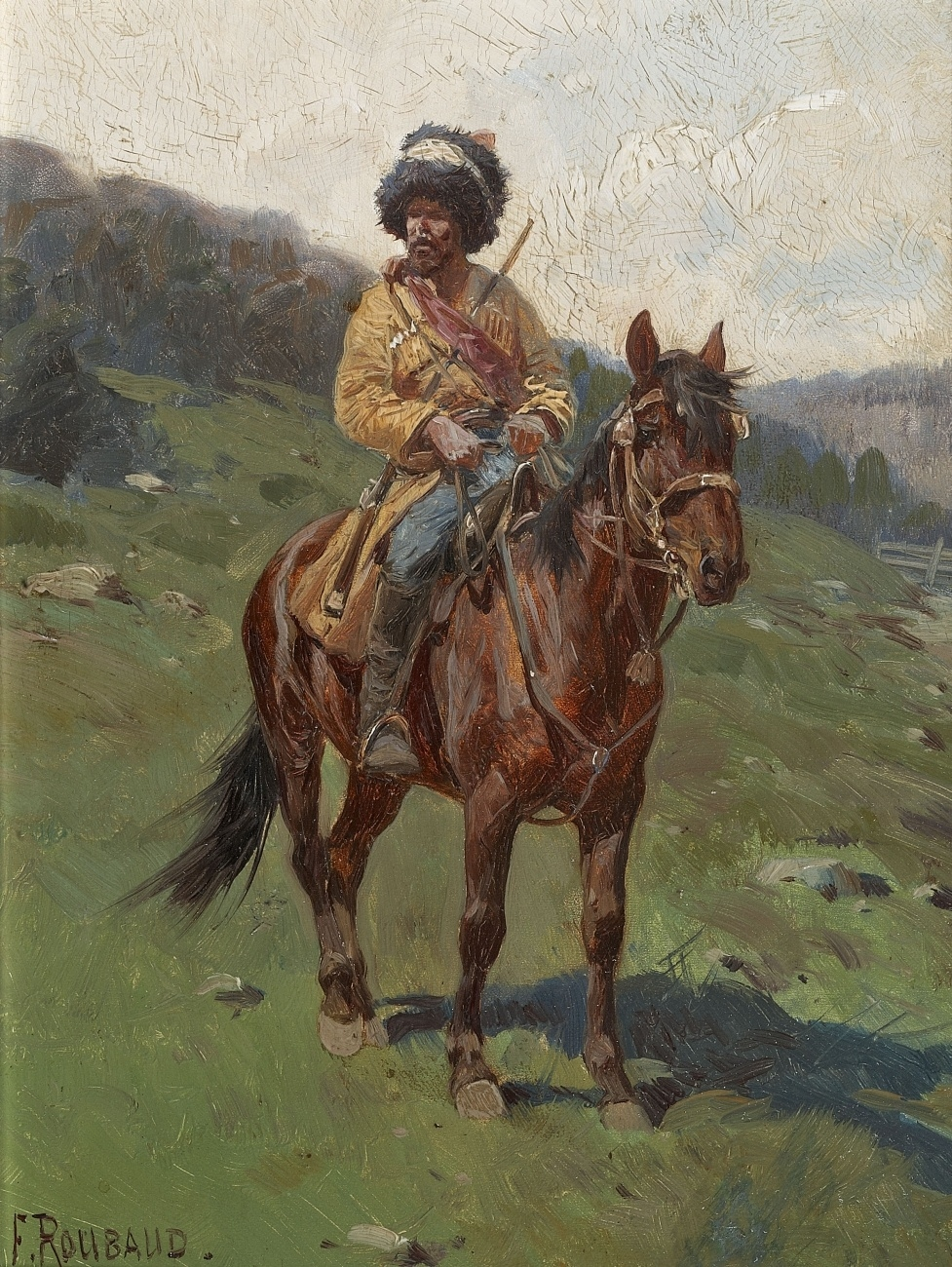
Черкеський вершник
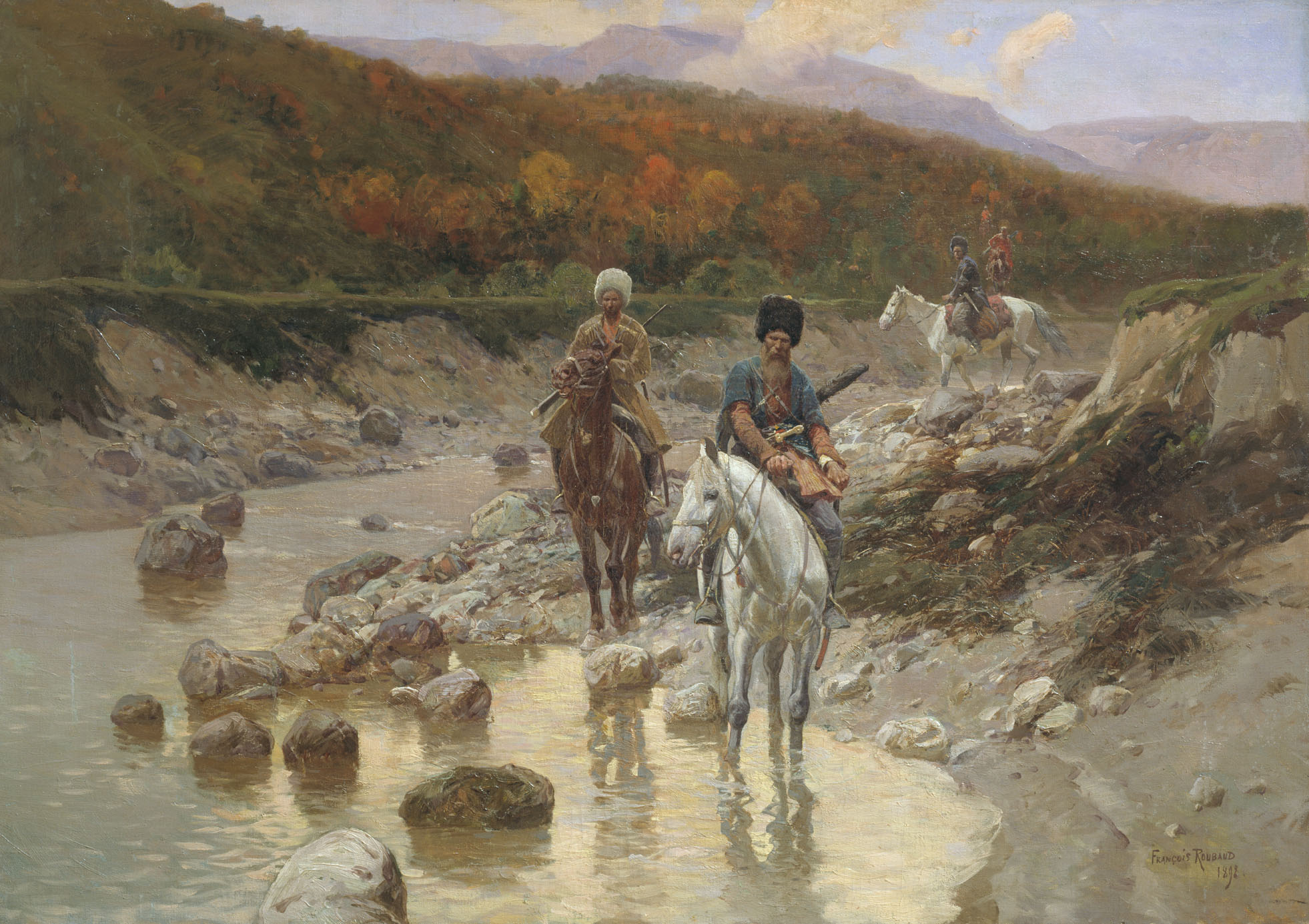
Козаки біля гірської річки
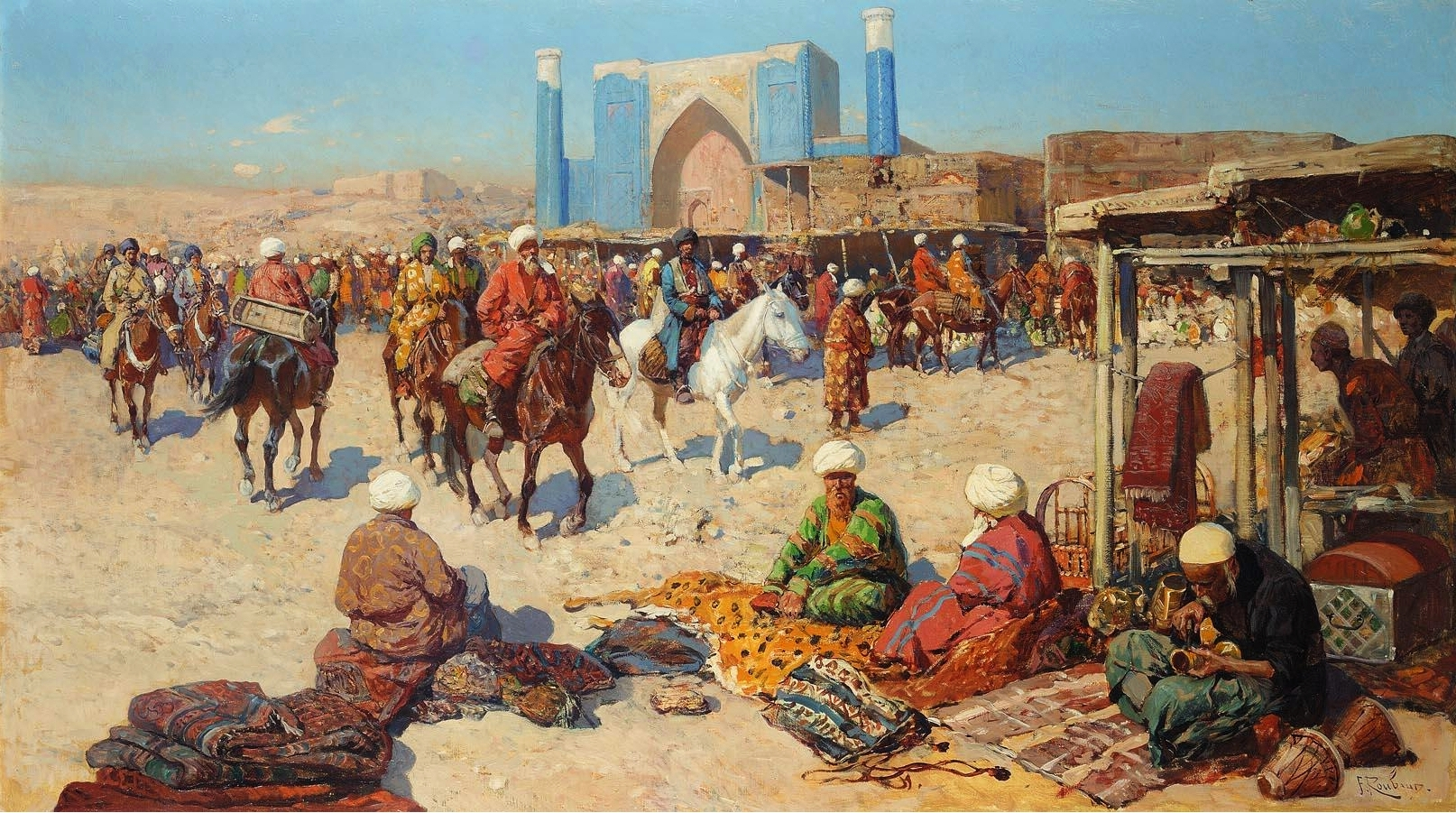
Базарний день
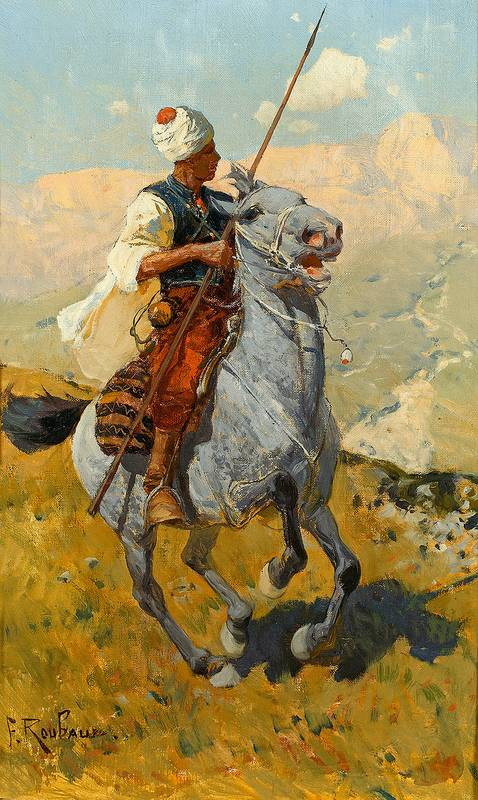
Черкеський вершник зі списом
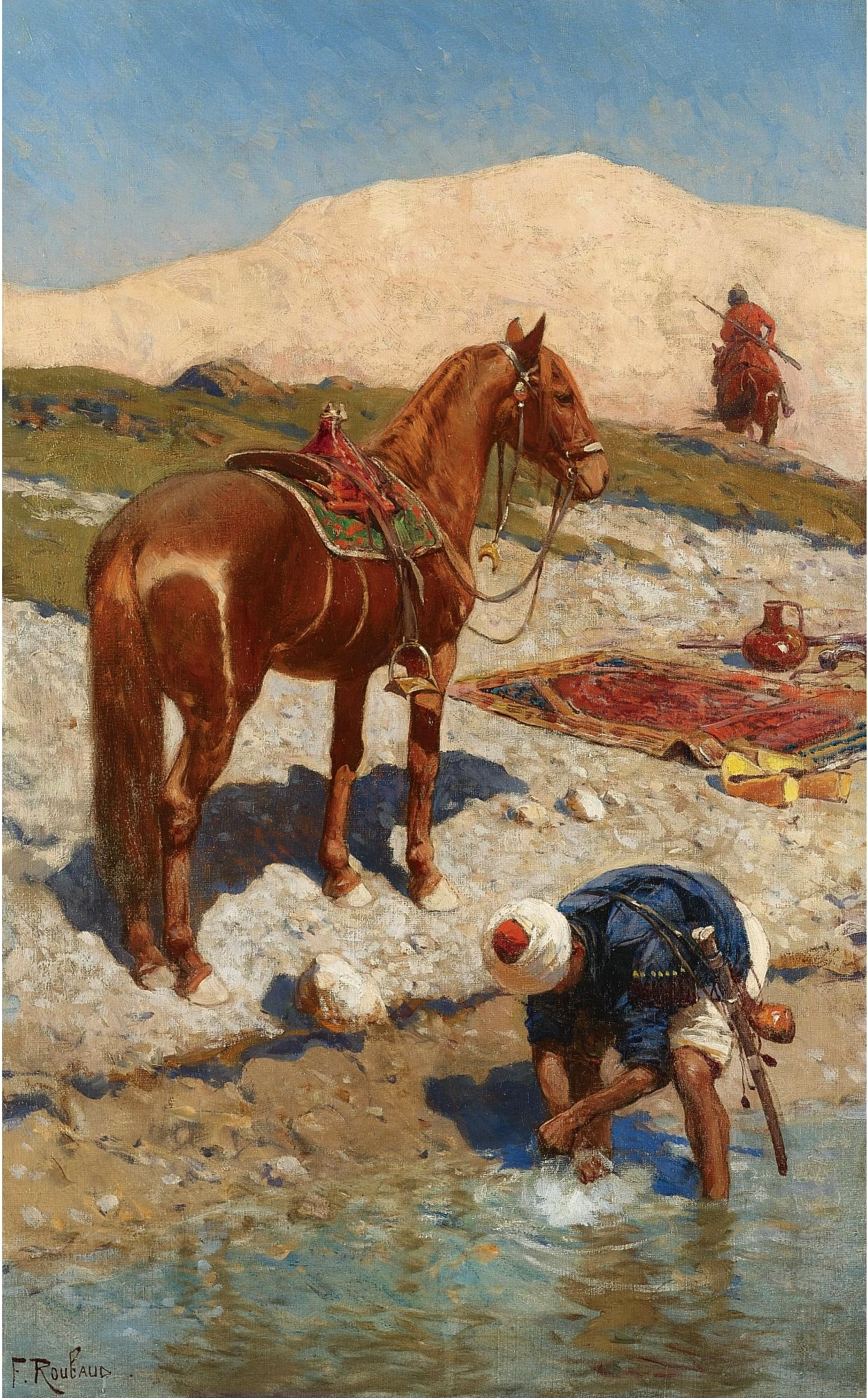
Табір біля річки
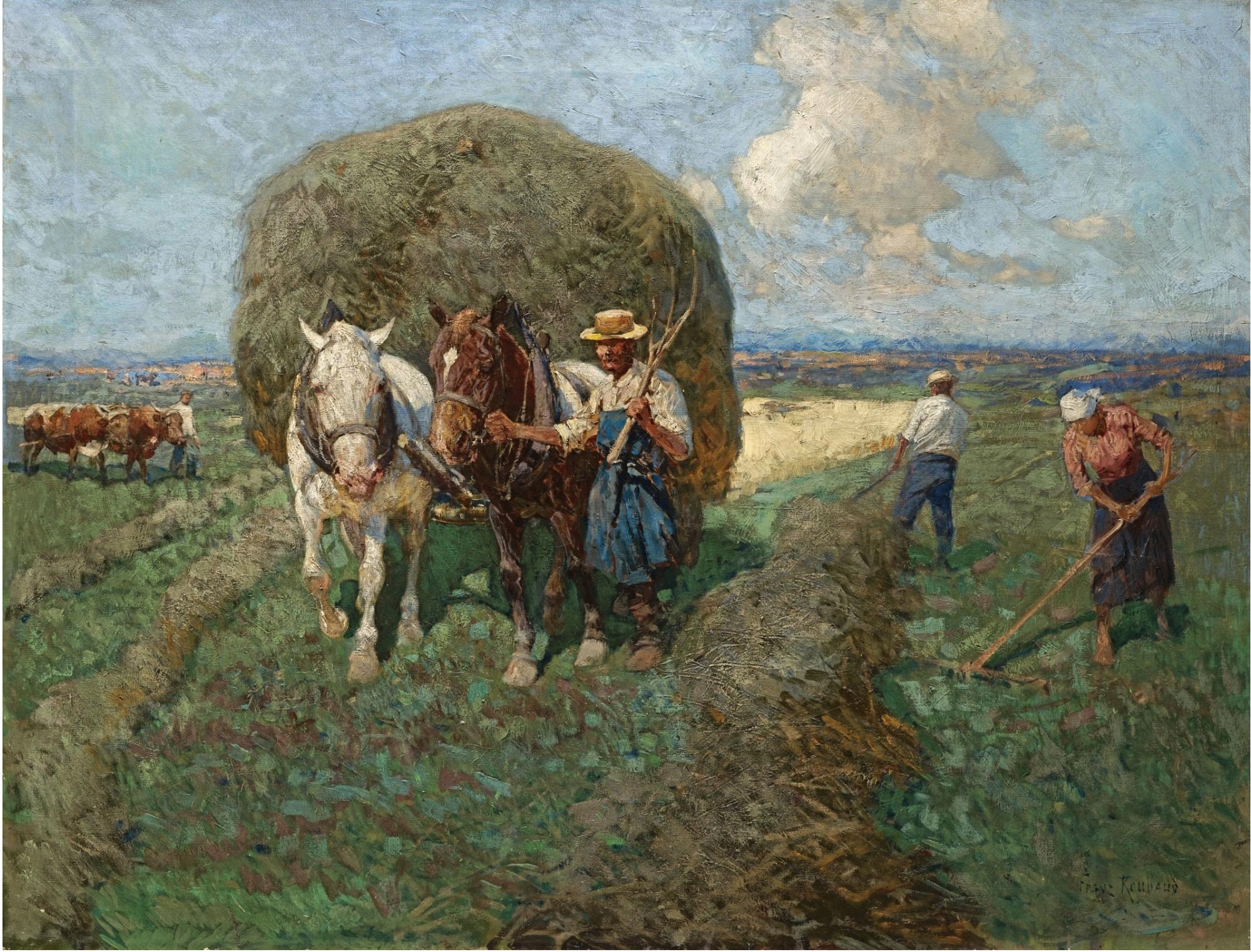
Сіно
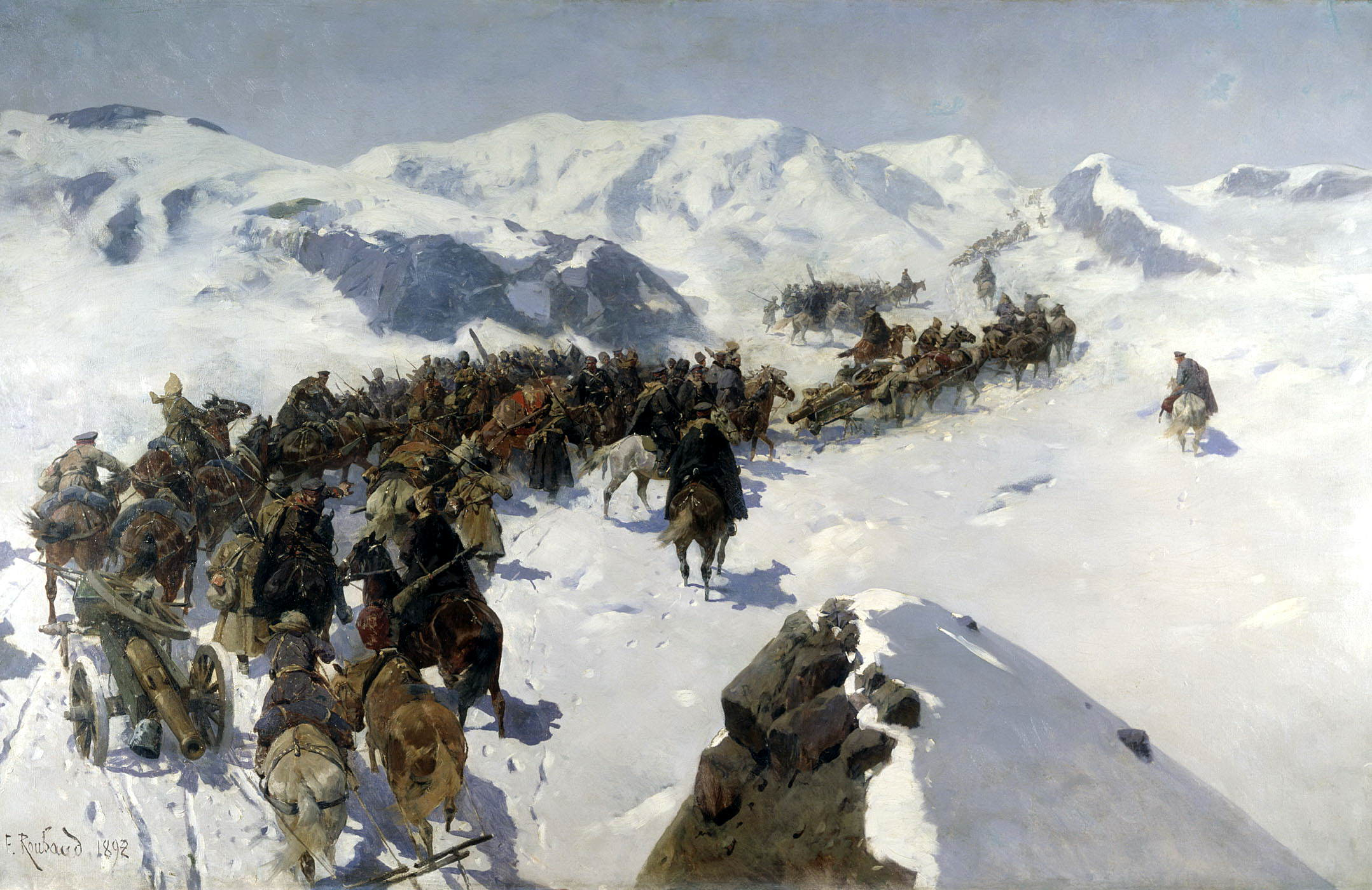
Граф Аргутинський[ru] переходить Кавказький перевал, 1892
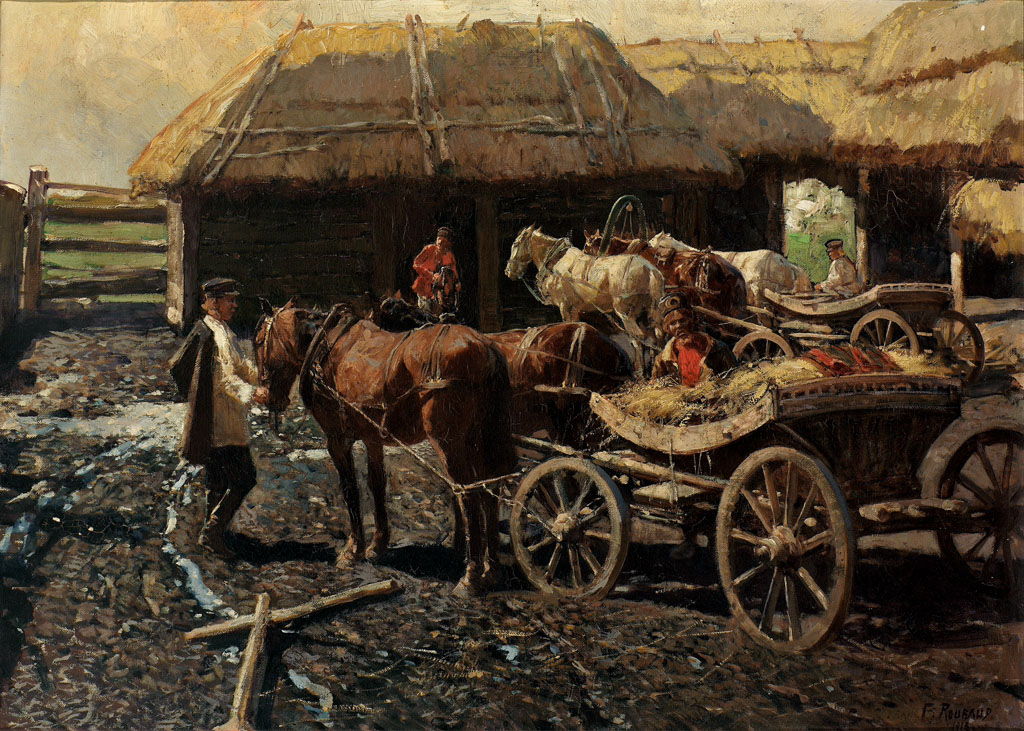
Поштова станція, 1913
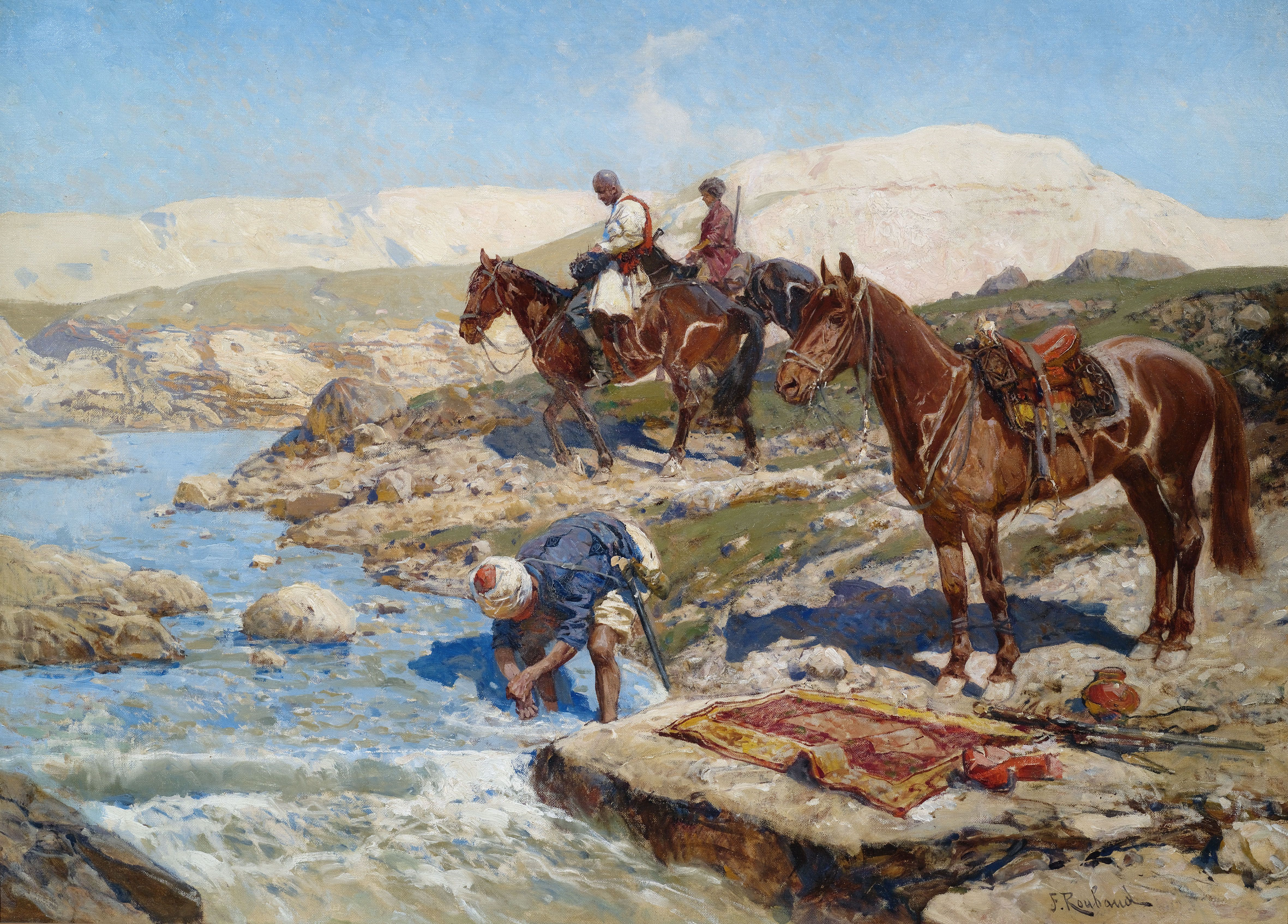
Черкеські вершники на ріці, (до 1928)
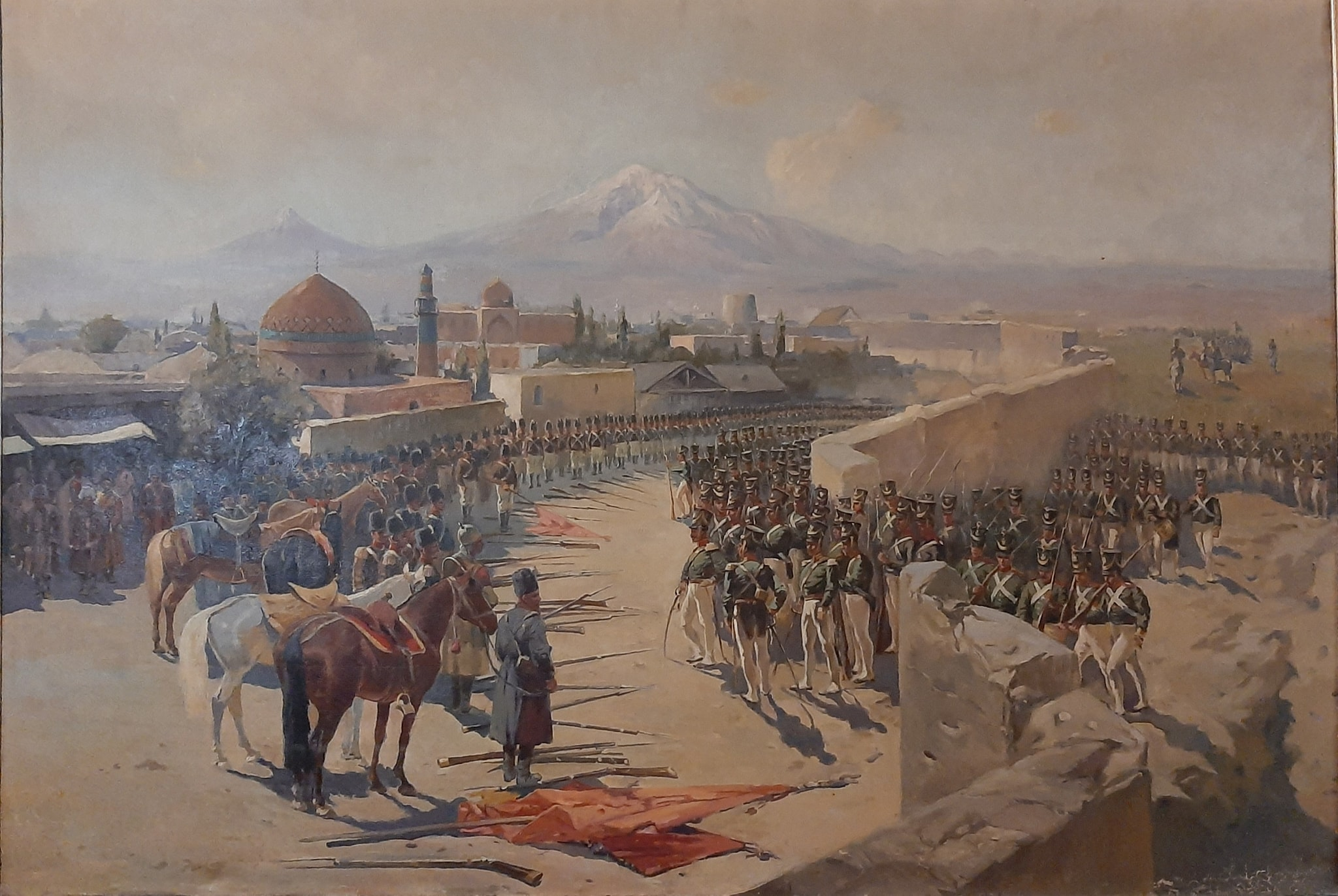
Взяття Єревану, 1827
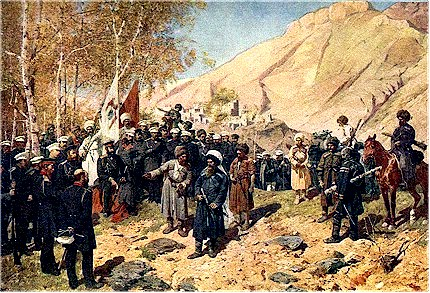
«Захоплення Шаміля в полон», 1886
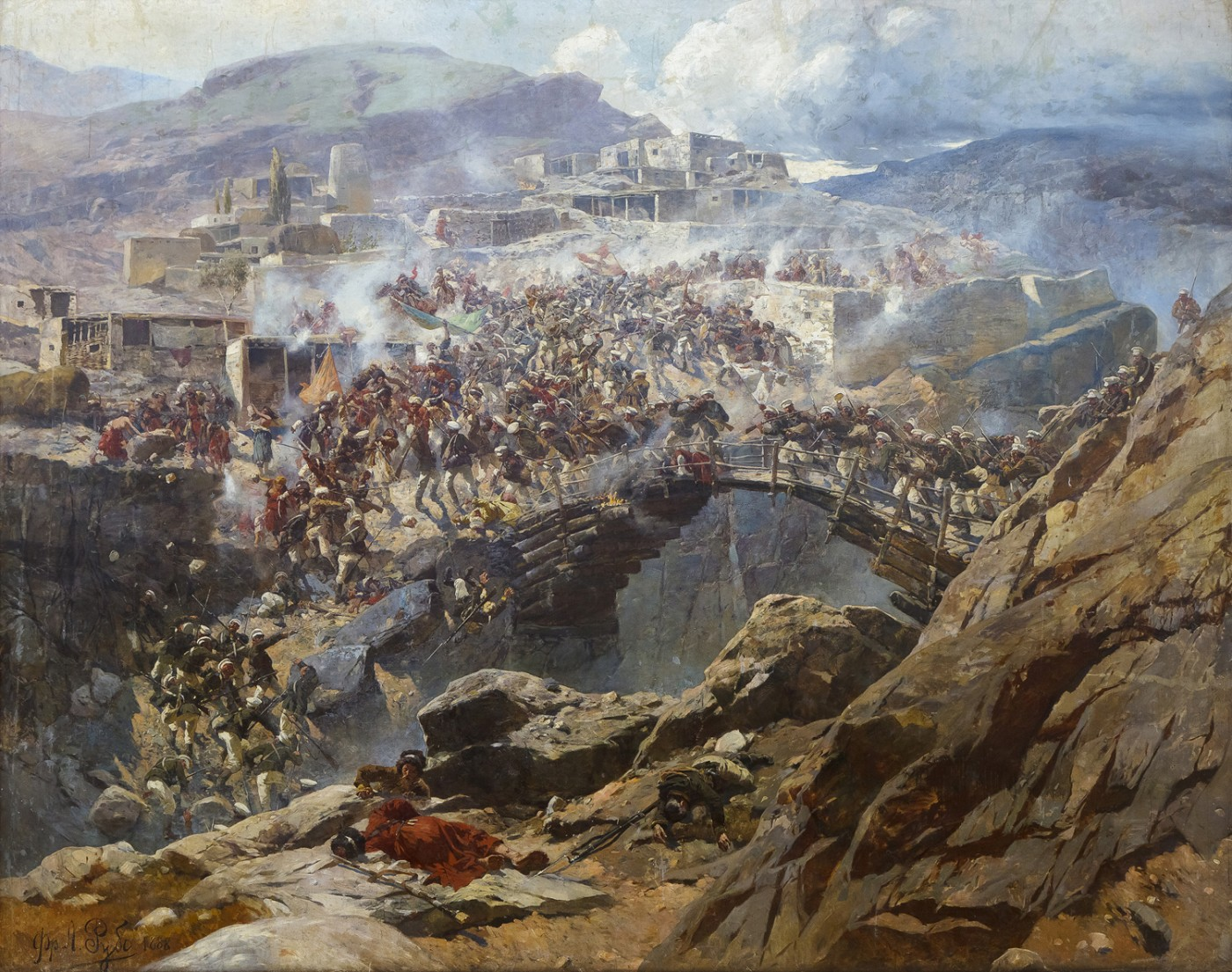
«Штурм аулу Ахульго», 1888
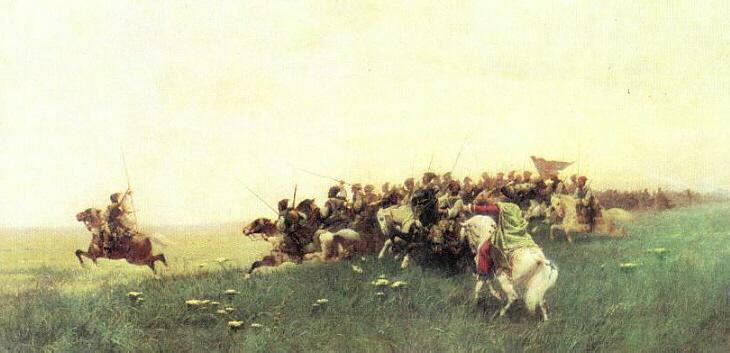
«Запорізькі козаки атакують» 1886
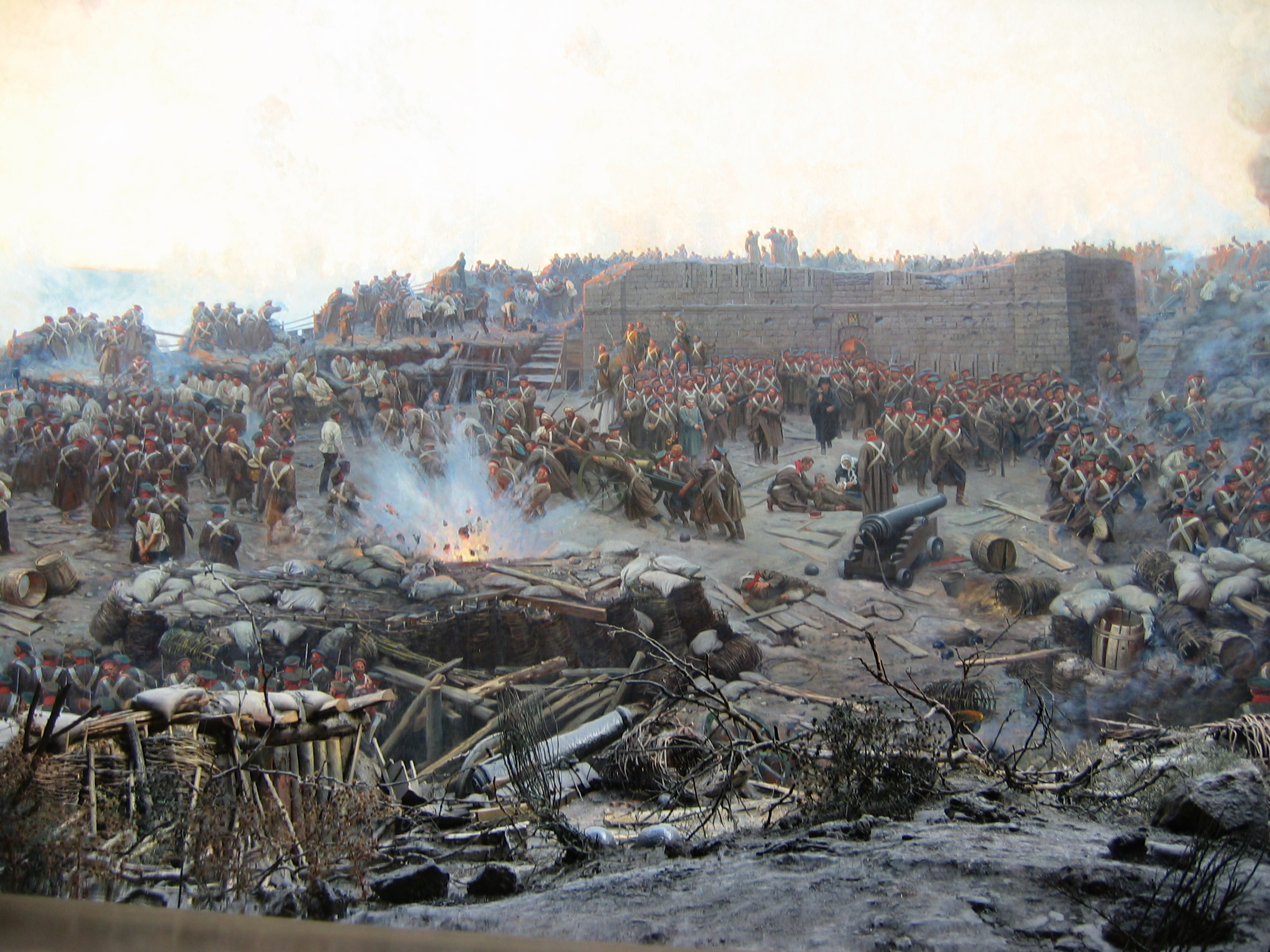
Фрагмент панорами «Оборона Севастополя 1854—1855»
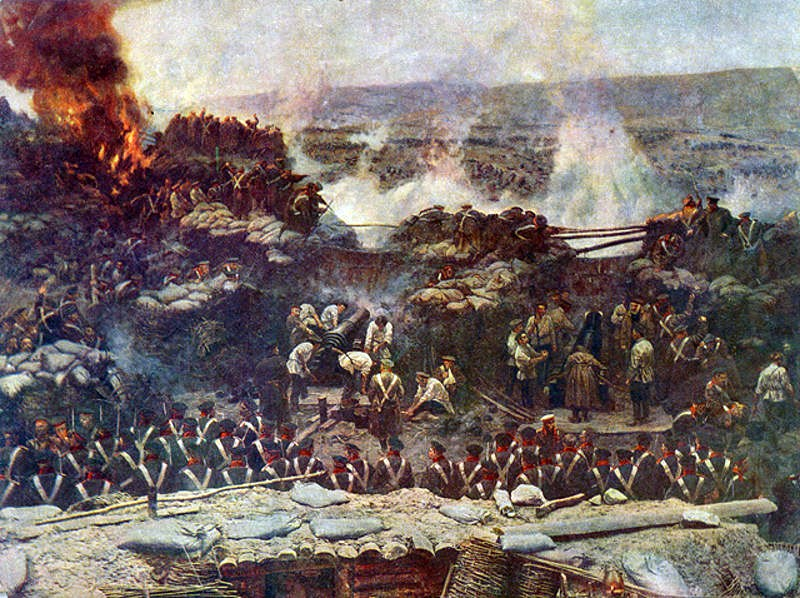
Фрагмент панорами «Оборона Севастополя 1854—1855»
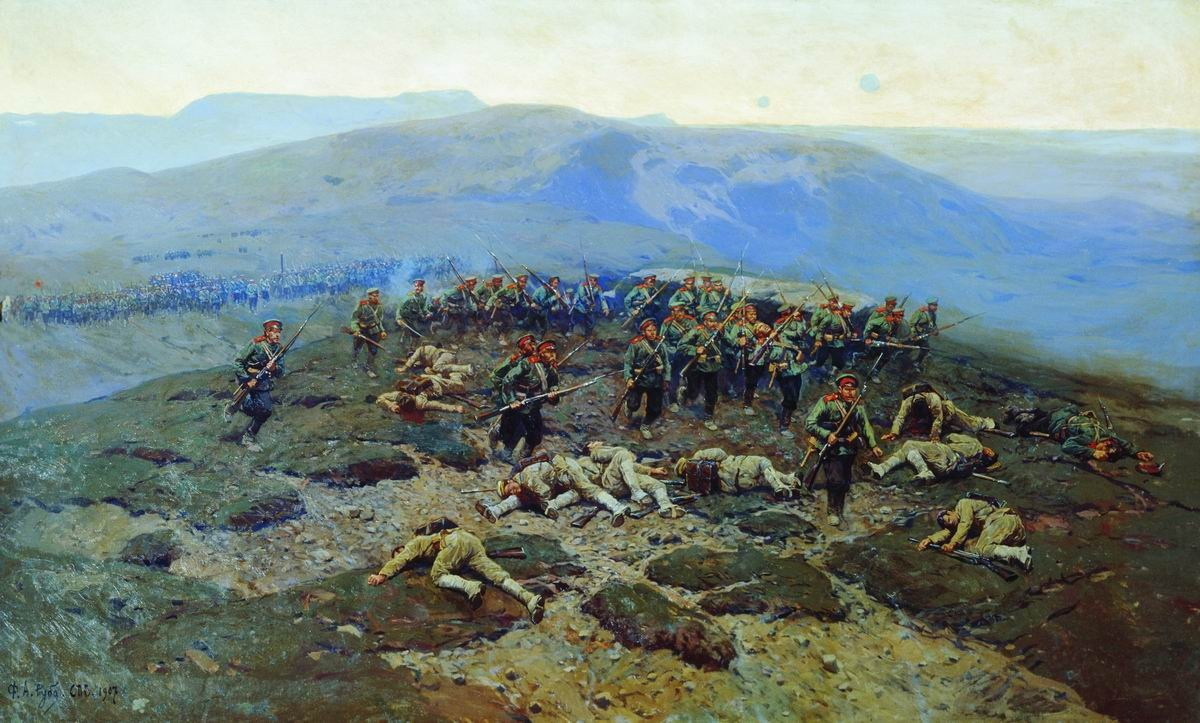
Атака Новочеркаського полку в бою на річці Шахѐ. 1907